# 10e corps d'armée (Allemagne)
Pour les articles homonymes, voir 10e corps d'armée.
Le 10e corps d'armée (en allemand : X. Armeekorps) était un corps d'armée de l'armée de terre allemande, la Heer, au sein de la Wehrmacht pendant la Seconde Guerre mondiale.

## Hiérarchie des unités
| Nom          | Nbre d'hommes       | Unités subalternes                | Grade de commandement                 |
| ------------ | ------------------- | --------------------------------- | ------------------------------------- |
| Heeresgruppe | + 300 000           | 2 à + Armeen (Armées)             | Generaloberst ou Generalfeldmarschall |
| Armee        | + 100 000 - 300 000 | 2 à + Armeekorps (Corps d'armées) | General ou Generaloberst              |
| Armeekorps   | + 30 000 - 80 000   | 2 à + Divisionen (Division)       | Generalleutnant ou General            |
| Division     | + 10 000 – 20 000   | 2 à 6 Brigaden (Brigade)          | Generalmajor ou Generalleutnant       |
| Brigade      | + 3 000 – 5 000     | jusqu'à 3 Regimentern (Régiment)  | Oberst ou Generalmajor                |

## Historique
Le X. Armeekorps est formé le 15 octobre 1935 à partir du Generalkommando Kavallerie-Korps, situé à Hambourg dans le Wehrkreis X (dixième district militaire) et qui devient plus tard l'état-major du Generalkommando X. Armeekorps.

Il est mobilisé le 26 août 1939.

## Organisation

### Commandants successifs
| Date                                 | Grade                     | Commandant                  |
| ------------------------------------ | ------------------------- | --------------------------- |
| 16 mai 1935 - 31 mars 1939           | General der Infanterie    | WWilhelm Knochenhauer       |
| 1er avril 1939 - 15 octobre 1939     | General der Infanterie    | Wilhelm Ulex                |
| 15 octobre 1939 - Mai 1942           | General der Artillerie    | Christian Hansen            |
| Mai 1942 - Juin 1942                 | General der Panzertruppen | Christian Hansen            |
| Juin 1942 - 1er juillet 1943         | General der Artillerie    | Heinrich Clößner            |
| 1er juillet 1943 - 31 juillet 1943   | Generalleutnant           | Otto Sponheimer             |
| 1er août 1943 - 4 novembre 1943      | General der Artillerie    | Christian Hansen            |
| 4 novembre 1943 - 23 juin 1944       | General der Infanterie    | Thomas-Emil von Wickede     |
| 25 juin 1944 - 3 septembre 1944      | General der Infanterie    | Friedrich Köchling          |
| 21 septembre 1944 - 21 décembre 1944 | General der Infanterie    | Hermann Foertsch            |
| 21 décembre 1944 - 27 décembre 1944  | Generalleutnant           | Dr. Ing. Dr. Johannes Mayer |
| 27 décembre 1944 - 8 mai 1945        | General der Artillerie    | Siegfried Thomaschki        |

### Chef des Generalstabes
| Date                               | Grade       | Commandant                      |
| ---------------------------------- | ----------- | ------------------------------- |
| 1935 - Eté 1936                    | Oberst i.G. | Helge Auleb                     |
| 1er mai 1935 - 1er avril 1937      | Oberst i.G. | Eberhard von Mackensen          |
| 1er avril 1937 - 1er novembre 1939 | Oberst i.G. | Gerhard Körner                  |
| 1er novembre 1939 - 1er juin 1940  | Oberst i.G. | Alfred Gause                    |
| 1er juin 1940 - 1er janvier 1942   | Oberst i.G. | Hans-Joachim von Horn           |
| 1er janvier 1942 - Septembre 1943  | Oberst i.G. | Mauritz Freiherr von Strachwitz |
| Septembre 1943 - Décembre 1943     | Oberst i.G. | Helmuth Strempel                |
| Décembre 1943 - 5 février 1944     | Oberst i.G. | Werner Ranck                    |
| 5. février 1944 - 21 juillet 1944  | Oberst i.G. | Alfred Toppe (de)               |
| Juillet 1944 - Août 1944           | Oberst i.G. | Otto Deyhle                     |
| Août 1944 - 1945                   | Oberst i.G. | Ritter und Edler von Rosenthal  |

### 1. Generalstabsoffizier (Ia)
| Date                           | Grade       | Commandant                |
| ------------------------------ | ----------- | ------------------------- |
| 1er juillet 1936 - 31 mai 1938 | Oberst i.G. | Fritz Lindemann           |
| 1er juin 1938 - 26 août 1939   | Oberst i.G. | Nikolaus von Vormann      |
| 26 août 1939 - Février 1940    | Oberst i.G. | Richard-Heinrich von Reuß |
| Février 1940 - 1er mai 1940    | Oberst i.G. | Hans Otfried von Linstow  |
| ? 1940 - 1er juin 1942         | Major i.G.  | Paul Frank                |
| 1er juin 1942 - Août 1942      | Major i.G.  | Fritz Popp                |
| Août 1942 - Novembre 1943      | Major i.G.  | Gert Kobe                 |
| Novembre 1943 - Septembre 1944 | Major i.G.  | Albert Schneider          |
| Septembre 1944 - Janvier 1945  | Major i.G.  | Dieter Schwarz            |
| Janvier 1945 - Mai 1945        | Major i.G.  | Ernst Wollert             |

## Théâtres d'opérations
- Pologne : Septembre 1939 – Mai 1940
- France : Mai 1940 – Juin 1941
- Front de l'Est, secteur Nord : Juin 1941 – Octobre 1944
- Poche de Courlande : Octobre 1944 – Mai 1945

## Ordre de batailles

### Rattachement d'Armées
| Date      | Armée        | Groupe d'Armées      |
| --------- | ------------ | -------------------- |
| 1939      |              |                      |
| Septembre | 8. Armee     | Heeresgruppe Süd     |
| Décembre  | 6. Armee     | Heeresgruppe B       |
| 1940      |              |                      |
| Janvier   | 18. Armee    | Heeresgruppe B       |
| Juin      | Armee z. Vfg | Heeresgruppe B       |
| Juillet   | 6. Armee     | Heeresgruppe A       |
| Août      | 9. Armee     | Heeresgruppe A       |
| 1941      |              |                      |
| Janvier   | 4. Armee     | Heeresgruppe B       |
| Avril     | 18. Armee    | Heeresgruppe B       |
| Mai       | 16. Armee    | Heeresgruppe C       |
| Juin      | 16. Armee    | Heeresgruppe Nord    |
| 1942      |              |                      |
| Janvier   | 16. Armee    | Heeresgruppe Nord    |
| 1943      |              |                      |
| Janvier   | 16. Armee    | Heeresgruppe Nord    |
| 1944      |              |                      |
| Janvier   | 16. Armee    | Heeresgruppe Nord    |
| Août      | 18. Armee    | Heeresgruppe Nord    |
| 1945      |              |                      |
| Janvier   | 18. Armee    | Heeresgruppe Nord    |
| Février   | 18. Armee    | Heeresgruppe Kurland |

### Unités subordonnées
29 février 1940
- 207. Infanterie-Division
- 227. Infanterie-Division
- 526. Infanterie-Division

16 juin 1940
- 18. Infanterie-Division
- 61. Infanterie-Division
- 216. Infanterie-Division

1er novembre 1940
- 7. Panzer-Division
- 6. Gebirgs-Division

10 avril 1941
- 126. Infanterie-Division
- 123. Infanterie-Division
- 122. Infanterie-Division

31 juillet 1941
- 30. Infanterie-Division
- 290. Infanterie-Division

27 août 1941
- 30. Infanterie-Division
- 290. Infanterie-Division

9 septembre 1941
- 30. Infanterie-Division
- 290. Infanterie-Division

8 novembre 1941
- SS-Division "Totenkopf"
- 30. Infanterie-Division
- 290. Infanterie-Division

1er janvier 1942
- SS-Division "Totenkopf"
- 30. Infanterie-Division
- 290. Infanterie-Division
- 18. Infanterie-Division

22 janvier 1942
- 30. Infanterie-Division
- 290. Infanterie-Division
- 18. Infanterie-Division
- 81. Infanterie-Division

24 juin 1942
- Gruppe Meindl
- 329. Infanterie-Division
- 8. leichte Division
- 5. leichte Division
- 7. Gebirgs-Division
- 122. Infanterie-Division
- Polizei-Regiment Nord
- 18. Infanterie-Division (mot)
- 81. Infanterie-Division

22 décembre 1942
- 21. Luftwaffen-Feld-Division
- 5. Jäger-Division
- 18. Infanterie-Division (mot)
- Polizei-Regiment 17

7 juillet 1943
- 5. Jäger-Division
- 30. Infanterie-Division
- 8. Jäger-Division
- 126. Infanterie-Division
- 329. Infanterie-Division

4 août 1943
- 8. Jäger-Division
- 30. Infanterie-Division
- 329. Infanterie-Division

14 septembre 1943
- 8. Jäger-Division
- 122. Infanterie-Division
- 30. Infanterie-Division
- 329. Infanterie-Division

14 octobre 1943
- 30. Infanterie-Division
- 329. Infanterie-Division
- 8. Jäger-Division

24 novembre 1943
- 30. Infanterie-Division
- 8. Jäger-Division
- 5. Jäger-Division
- 21. Luftwaffen-Feld-Division

5 janvier 1944
- 290. Infanterie-Division
- 30. Infanterie-Division
- 8. Jäger-Division
- 21. Luftwaffen-Feld-Division

15 février 1944
- 15. lett. SS-Freiwilligen-Grenadier-Division
- 30. Infanterie-Division
- 8. Jäger-Division
- 21. Luftwaffen-Feld-Division

15 mars 1944
- 290. Infanterie-Division
- Kampfgruppe 81. Infanterie-Division
- 24. Infanterie-Division
- 263. Infanterie-Division
- 32. Infanterie-Division
- 132. Infanterie-Division

14 avril 1944
- 290. Infanterie-Division
- 81. Infanterie-Division
- 24. Infanterie-Division
- 263. Infanterie-Division

15 mai 1944
- 290. Infanterie-Division
- 81. Infanterie-Division
- 28. Jäger-Division
- 263. Infanterie-Division

1er mai 1944
- 290. Infanterie-Division
- 263. Infanterie-Division
- 389. Infanterie-Division

15 mai 1944
- 290. Infanterie-Division
- 263. Infanterie-Division
- 389. Infanterie-Division
- 81. Infanterie-Division
- 28. Jäger-Division

1er juin 1944
- 290. Infanterie-Division
- 263. Infanterie-Division
- 389. Infanterie-Division

14 juin 1944
- 290. Infanterie-Division
- 263. Infanterie-Division
- 389. Infanterie-Division

13 octobre 1944
- 30. Infanterie-Division
- 14. Panzer-Division

1er mars 1945
- 12. Feld-Division (L)
- 30. Infanterie-Division
- 87. Infanterie-Division
- 126. Infanterie-Division

## Sources
- (de) X. Armeekorps sur lexikon-der-wehrmacht.de